# 钻井液

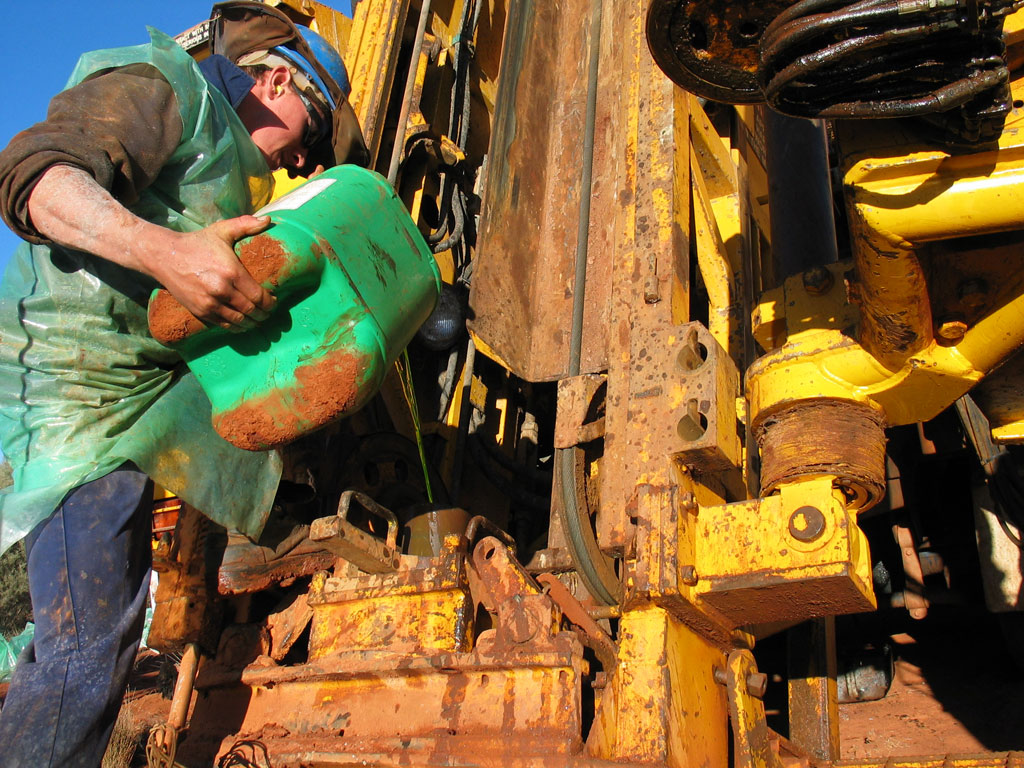
钻工将防沫剂通过钻机的钻杆倒入

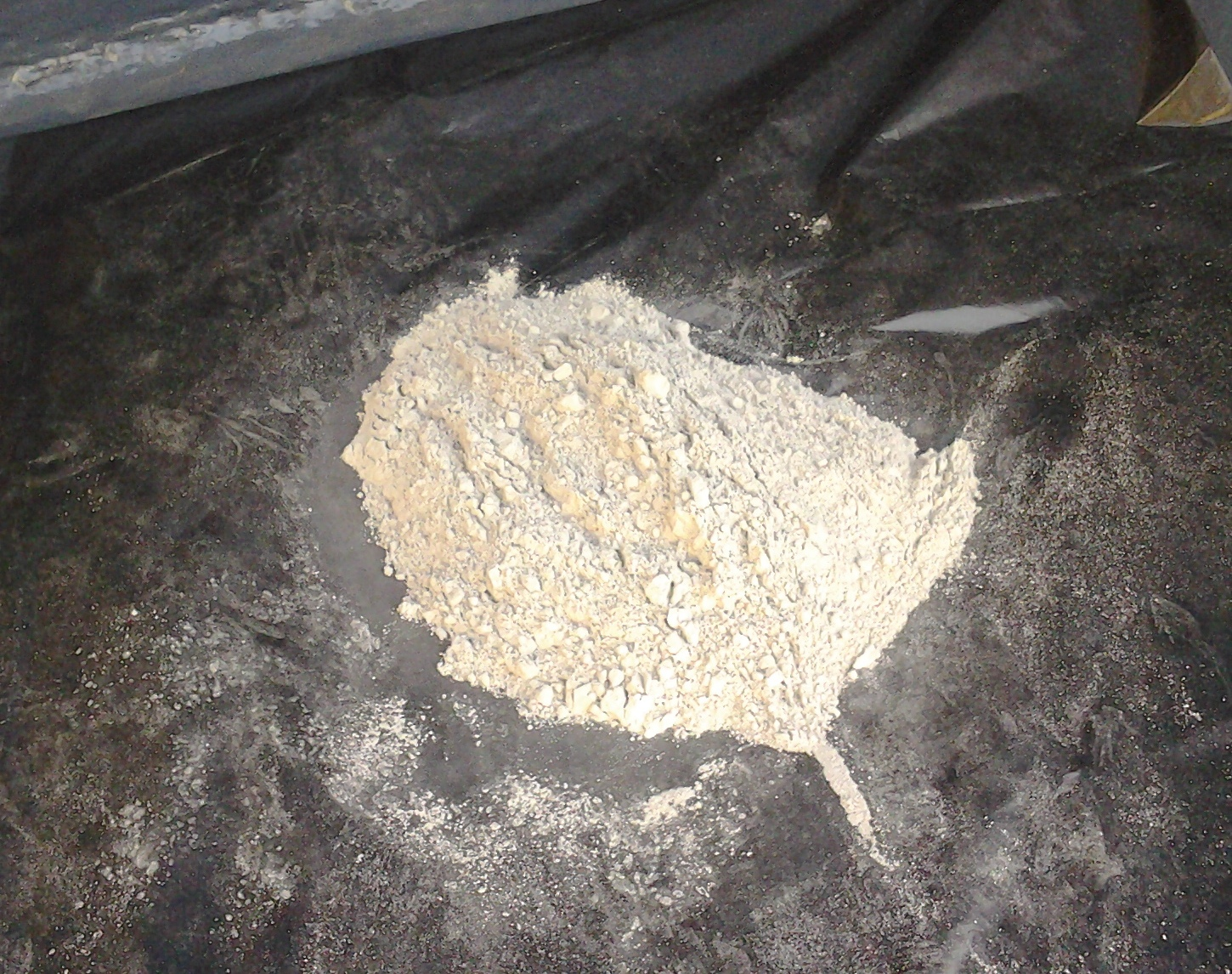
调制水基泥浆所用的重晶石粉

在岩土工程中，钻井液用于协助地面钻孔的钻探，一般用于开采钻机对石油和天然气井的钻探中，钻井液还用于简单钻孔，例如水井。液体钻井液常被称为钻井泥浆。钻井液的三大类分别是水基泥浆(可分为打散和未打散)、非水泥浆（一般称为油基泥浆）和气体钻井液，其中可用多种气体。
钻井液的主要功能是提供液体静压力，防止地层流体进入井道，保持钻头冷却、清洁，回收岩屑和当钻探暂停的时候或钻具套装进出钻孔的时候悬浮岩屑，钻井液的特殊作用是防止油层损害并阻止腐蚀。

## 钻井液的分类
有很多钻井日常使用的钻井液，一些油井的不同钻孔需要不同钻井液，或者相互组合。不同的钻井液一般可分为几大类：
- 空气: 泵入压缩空气入环空或入钻杆。
- 气/水: 同上，加入水增加粘度，冲洗钻孔，进行冷却和/或控制粉尘。
- 空气/聚合物: 特殊化学品一般为聚合物，加入空气和水组成混合物，进行特定操作。例如，起泡剂就是一种聚合物。
- 水: 有时水可单独使用。
- 水基泥浆(WBM): 很多水基泥浆先备好水，然后加入粘土和其他化学品，进行同质组合，颜色类似于巧克力奶(视粘度而定)。粘土(其岩石形态学名为"页岩")一般为不同天然粘土的混合物的悬浊液，或者一些粘土加入固体添加剂构成WBM，最常见的添加剂如皂土，在石油开采中称为"胶"。泵入加胶的钻井液后，钻井液稀释自由流动(像巧克力奶)，当停止泵入后，静态液体可生成阻止流动的胶层。加入适当的泵入力后可打破胶层，很多其他化学品(如甲酸钾)加入WBM后，有不同效果，包括控制粘度、控制泥浆稳定性、增加钻头穿透力，冷却和润滑。
- 油基泥浆(OBM):油基泥浆的配置基础是石油产品，如柴油。油基泥浆的用途很多，可增加润滑度、增加页岩抑制力、以更小的粘性增加清洁力。油基泥浆可承受较高温度。使用油基泥浆一般考虑成本、环境影响（如回收岩屑，避免污染环境），在一些油井，如初探井使用油基泥浆是因为无法根据岩心分析出油情况。因为油基泥浆的荧光与油层的荧光会混淆。因为这种污染，会导致用于TOC化学分析和确定实际API重力值的样品、岩心、井壁岩心、回收的污染。

- 合成基钻井液(SBM) (也称为低毒油基泥浆，英文简写：LTOBM): 合成基钻井液是用合成油作为调配基的钻井液，一般用于海上钻探，因为作为油基泥浆，其液体燃烧的毒性比油基泥浆更小。当工人在封闭环境作业时候显得尤为重要。使用岩石样品时也会出现同样的环境和岩心污染问题。

在钻机上，泥浆从泥浆池通过钻杆泵入，从钻头的喷嘴喷出，可以清洗和冷却钻头。钻井液然后携带着钻头切割的岩石碎屑("岩屑")通过钻杆和井壁之间的环形空间("环空")回到地表。岩屑通过振动筛或者新的页岩输送机技术进行分离，泥浆回到泥浆池中。泥浆让钻头保持良好状态，在泥浆池中可以通过添加化学品和药剂调配泥浆。

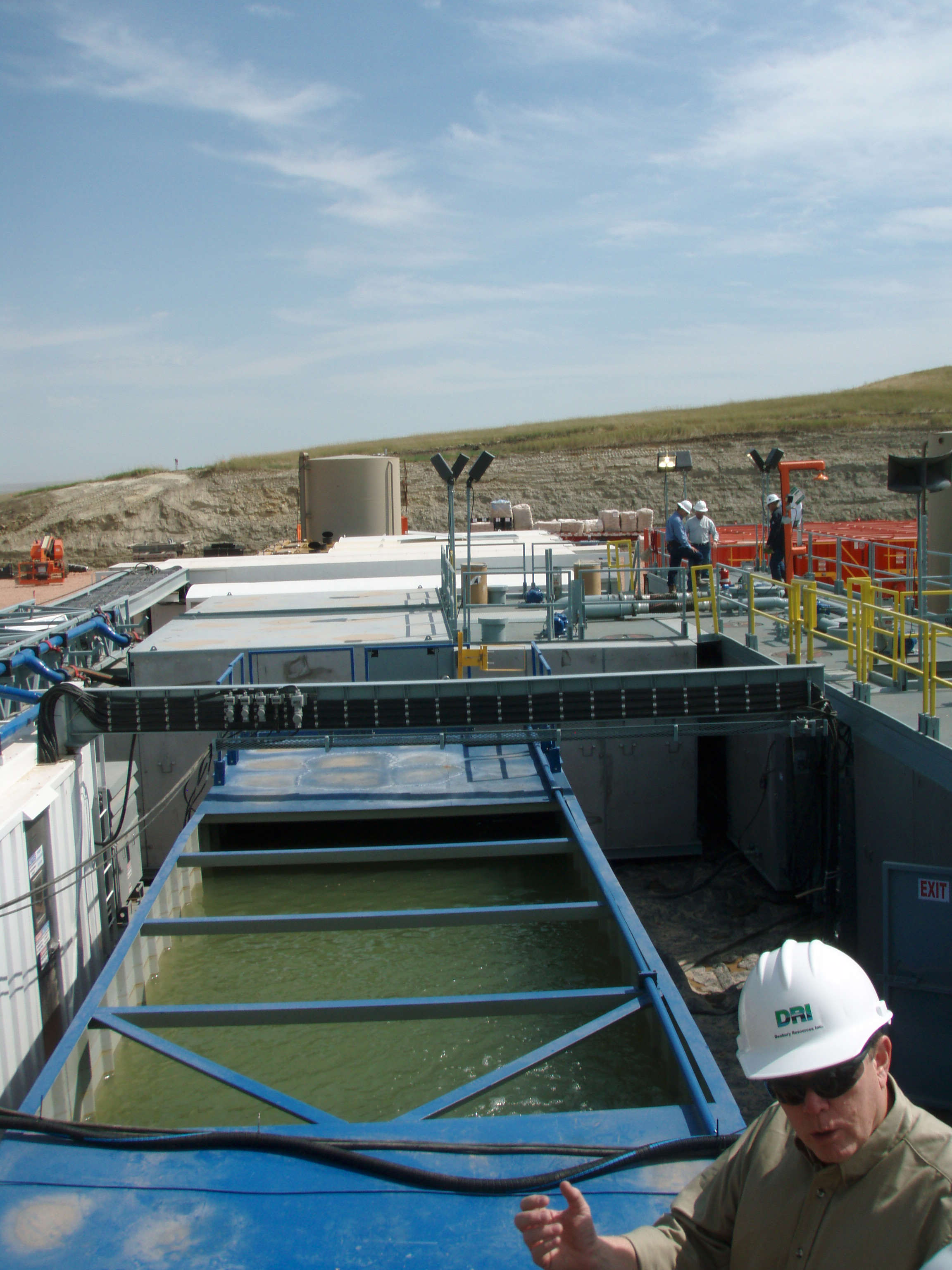
泥浆池

返回的泥浆中可能含有天然气或其他可燃物质，在振动筛或页岩输送机附近收集。因为可能点燃导致火灾，需要特殊的监控设备防爆器进行监控，工人采取安全措施。泥浆然后泵回钻孔中，进行重新循环。在泥浆池中需要定期调配钻井液，保证最优属性，提高钻井效率、钻孔稳定（下述功能）等等。

## 功能
钻井泥浆 的功能总结如下：

### 移除岩屑

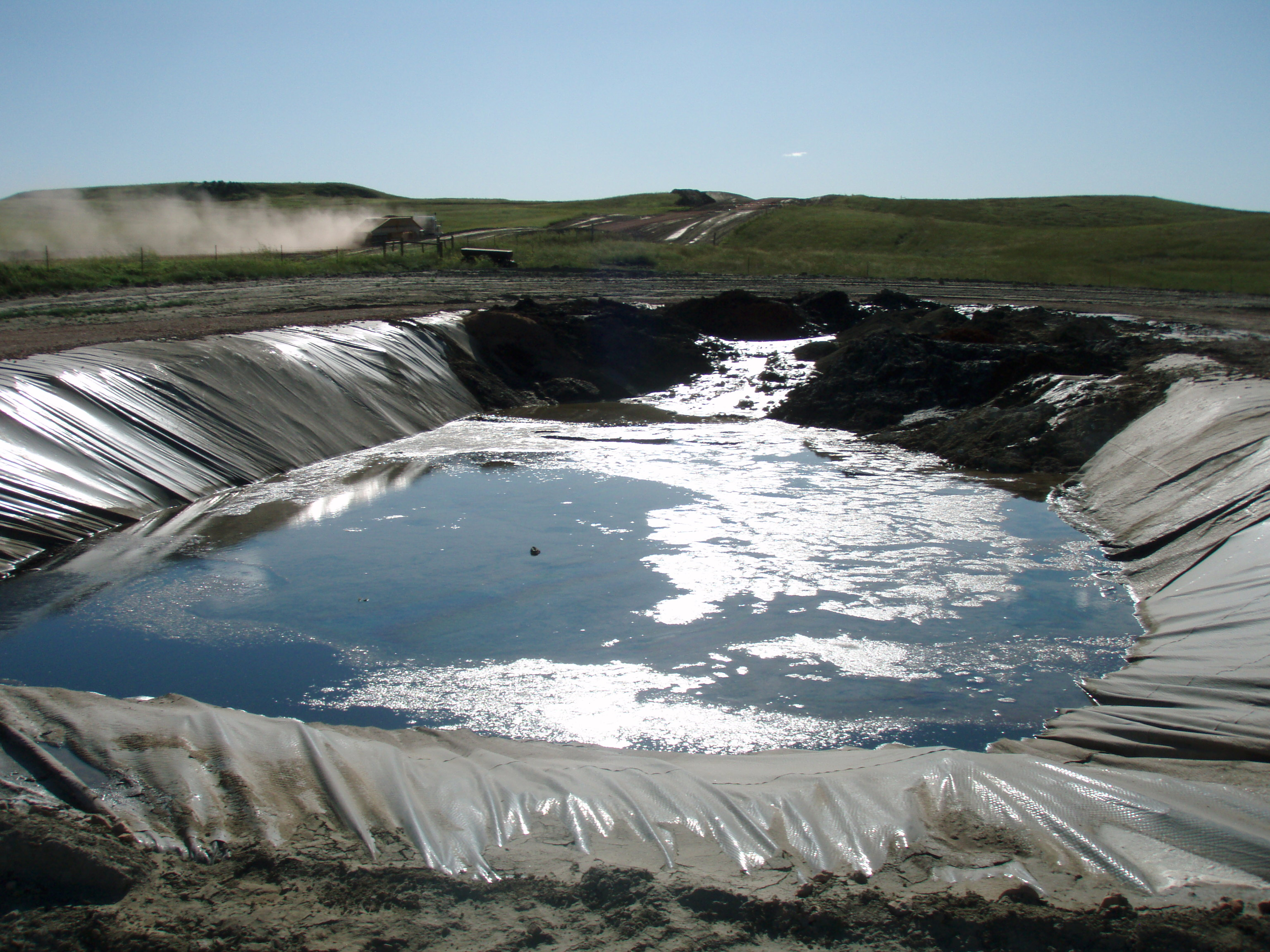
泥浆池

钻井液将岩屑带回地表，需要考虑切割尺寸、形状、密度、速度、液体流速（环空流速）。这都会影响携带沉积物的能力，大型砂砾在缓慢流动中会沉淀，小型砂砾在快速流动中会随水流走，泥浆粘度是一个重要属性，如果粘度太低岩屑就会沉淀到井底。
其他属性包括：

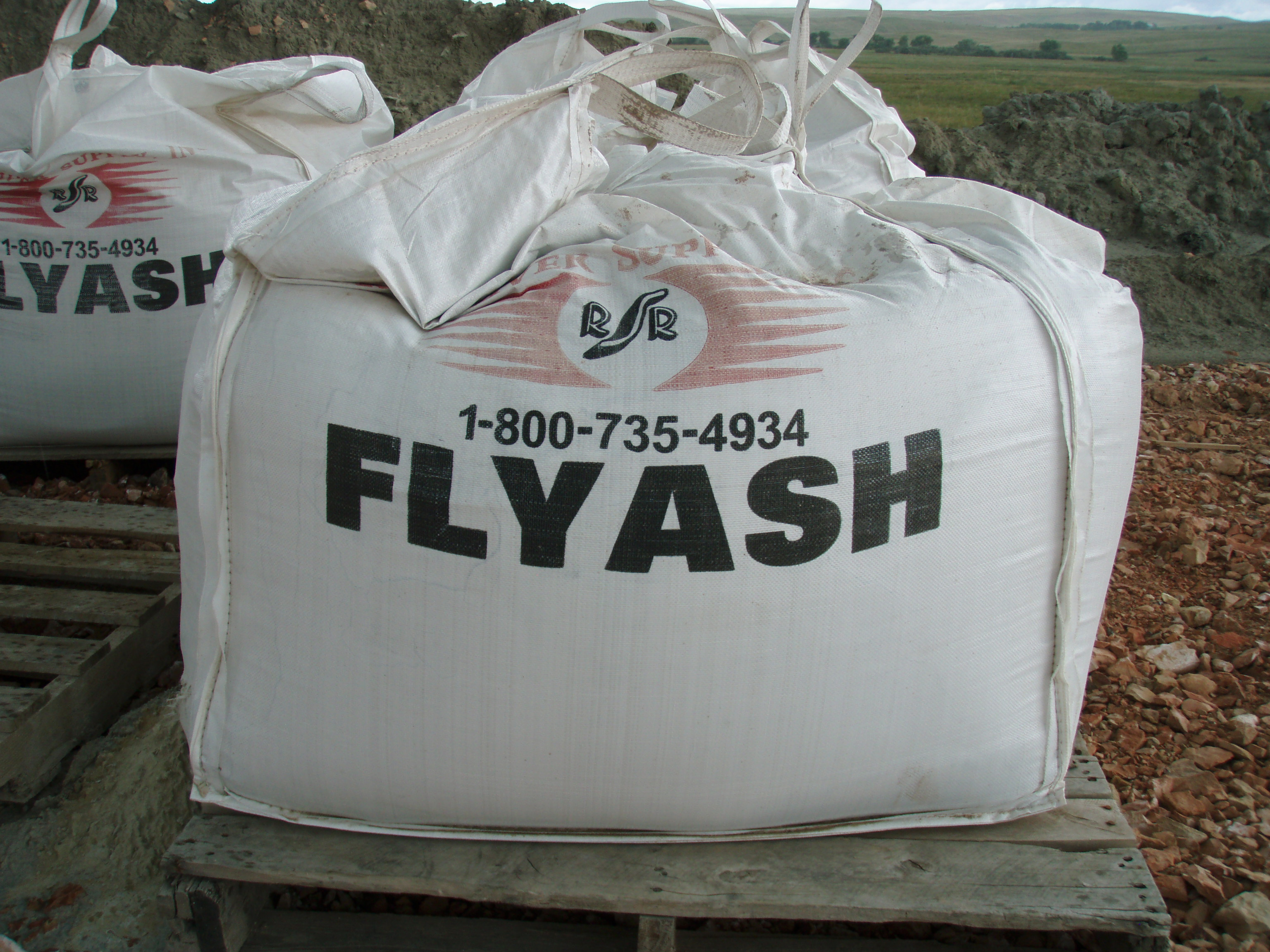
钻井液中的粉煤灰吸收剂

- 很多钻井泥浆有触变性 (即在静态条件下会变为胶质)。这个属性可以让岩屑在钻井液不流动时悬浮。
- 具有剪切稀化和粘性增加的钻井液可以有效洗井。
- 环空流动速度增加提高岩屑携带率，携带率(携带速度/最低环空速度)应为至少50%。
- 尽管环空速度低时，高密度钻井液可洗井(增加应用于岩屑的浮力)。但是如果岩屑重量超过所需平衡周边岩石压力（地层压力）的重量时会有负面效果，所以泥浆重量在洗井时一般不应增加。
- 钻机旋转速度增加会增加环空通道的循环速度，这种钻机周围的螺旋力会导致井壁周围的岩屑，在洗井条件不好的情况下，移动到环空的更高段。增加转速是大角度和水平井的最佳方法。

### 悬浮和释放岩屑
- 必须在多种情况下可悬浮岩屑、材料和添加物。
- 钻机停顿可导致卡钻、井漏。
- 停顿的重材料称为sag，导致钻井液密度大幅变化，常发生在大角度和热井中。
- 钻井固体富集会损害：
  - 钻井效率(增加泥浆重量和粘度，从而增加修井和稀释成本)
  - 钻进速度(ROP) (增加循环所用功率)
  - 进行悬浮的泥浆属性必须通过固控设备，与去除岩屑的属性进行平衡
- 为了有效进行固体控制，钻井固体必须在第一次循环中从泥浆中去除，如果进入了重新循环，碎成更小块的岩屑会更难去除
- 比较流动中和泥浆池中泥浆中的沙土含量，确定岩屑是否已去除

### 控制油层压力
- 如果油层压力增加，油层密度必须增加，一般用重晶石(或其他加重材料)以平衡压力，保持井内稳定。不稳定的油层压力会导致压力意外外溢，可能导致压力油层的井喷
- 液体静压力=钻井液密度*真实垂直深度*重力加速度，如果液体静压力大于等于油层压力，釉层液体会流入井道
- 井控是指釉层液体流入井道
- 液体静压力也控制地质构造力的压力，地质构造力也会导致，在油层压力稳定的时候，井道压力不稳定
- 如果油层压力不稳定，可以使用空气、天然气、粉尘、泡沫、低浓度泥浆（油基泥浆）
- 实际中，泥浆密度应限于井控和井道稳定所需的最小压力，如果太多会压裂油层

### 密封油层
- 泥浆柱压力必须超过油层压力，在这种条件下，泥浆滤液会侵入油层，井壁上会形成泥浆滤饼
- 泥浆可以形成稀薄、低穿透性的滤饼，限制侵入
- 如果形成稀薄的滤饼会有问题：孔内压力过大、录井条件不好、卡钻、井漏、损害油层
- 在大口径钻杆的高穿透油层，根据泥浆固体尺寸，整个泥浆可能侵入油层
  - 要使用桥堵剂堵住大的空隙，让泥浆固体形成密封
  - 更加有效的是，用桥堵剂比较盖过孔隙、孔裂的一半尺寸
  - 桥堵剂(如碳酸钙、基础纤维素).
- 根据使用的泥浆，不同添加剂可提高滤饼(如皂土, 天然和合成聚合物, 沥青和黑沥青)

### 保持井内稳定
- 泥浆的属性和化学组成必须混合，提供井内更好的稳定性。泥浆重量必须在机械力的适当范围内
- 井内不稳定= 坍塌油层，可能导致井陉紧、桥堵(井内清洗有问题)
- 井内稳定= 钻孔保持大小和圆柱形状不变
- 如果井陉增加，会更加脆弱，会造成如环空速度降低、洗井困难、固体体积和油层评估困难
- 在沙土和砂石层，孔径增加可以通过机械动作完成(水力和喷头速度)。通过保持水力系统降低油层损害。高质量的滤饼包含皂土，可以限制井陉增加。
- 在页岩中，泥浆重量一般足够平衡油层压力，井一般稳定。用水基泥浆，化学品的不同可能导致泥浆和页岩的互动，导致天然岩石的松动。高度破碎、干燥、脆弱的页岩可能非常不稳定(导致机械问题)。
- 不同的化学抑制剂可以控制泥浆/页岩互动(钙、钾、盐、聚合物、沥青、乙二醇和石油——最好用于水敏感油层)
- 石油(或合成油)基钻井液用于大部分难钻探区的水敏感页岩
- 为了增加抑制效果，乳化盐(氯化钙)钻井液可用于减少水活动，创造渗透力，防止水被页岩吸收

### 减少地层损害
- 自然油层的多孔性和渗透性(washout)的损害和减少都可称为油层损害
- 一般损害
  - 泥浆或钻井固体侵入油层，减少多孔性，导致皮损
  - 油层中粘土膨胀，减少渗透性
  - 不同泥浆滤液混合导致固体沉淀，油层液体中不可溶性盐的沉淀
  - 泥浆滤液和油层液体构成乳浊液，减少油层多孔性
- 特别设计的钻井、修井或完井液，减少油层损害

### 冷却、润滑和支撑钻头、钻井钻具
- 当钻杆旋转时，机械力和水力在钻头上产生热，与套管和井壁摩擦
- 从源头冷却和转移热量，降低温度
- 否则钻头、钻杆和井下动力钻具可能迅速失效
- 根据摩擦系数进行润滑，油基和合成油基一般比水基润滑效果好（但后者可添加润滑剂改善）
- 钻井液提供的润滑程度取决于钻井固体的类型、数量和重量物质+化学组成
- 润滑较差导致高摩阻扭矩，钻杆热裂、往往由键槽、洗井不佳、井下钻具设计问题导致
- 钻井液通过浮力支撑钻杆、套管，通过与泥浆重量（密度）相等的悬浮在钻井液上，减少井架的起吊载荷
- 井架能支撑的重量受到机械力、钻杆和套管的深度增加限制
- 使用长、重钻杆和套管时，浮力可以带动重量超过钻机起吊载荷的钻杆

### 将水力转给工具与钻头
- 水能给井下动力钻具提供能量，让钻头旋转，进行MWD(钻井中测量)和LWD(钻井中录井)。

以钻头喷嘴尺寸为基础，水力设计可用于泥浆泵功率，优化井底冲击力。
- 仅限于：
  - 泵功率
  - 钻杆内压力损失
  - 最大表面压力
  - 最佳流量
  - 钻杆压力损失超过液体密度、塑性粘度和固体
- 低固剪切稀化钻井液，如聚合物在传递水力上更有效
- 可通过控制泥浆属性增加深度
- 通过压力脉冲，得到MWD & LWD到地表的传递信息

### 保证测井正确
- 泥浆的化学和物理属性和井内条件，进行钻后油层评估
- 通过检查矿层岩屑、油气表征、记录岩石泥浆记录、天然气探测、地理参数等进行录井
- 电缆测井 – 电气、声波、核能、磁性和回声
- 孤立产区、油层测试和钻杆测试
- 泥浆防止岩屑分散，提高岩屑运输，用于录井，确定岩屑深度
- 油基泥浆、润滑剂、沥青可掩盖油气表征
- 选择调配基泥浆用于岩心钻探(很多岩心操作需要最少数量的添加剂的混合泥浆).

### 防腐蚀(有一定效果)
- 钻杆和套管不断与钻井液接触可能导致腐蚀.
- 溶解气体(氧气、二氧化碳、硫化氢)导致严重腐蚀
  - 导致灾难性故障
  - 可以在短时间内导致人员伤亡
- 低pH腐蚀，使用腐蚀取样[需要解释]对腐蚀类型、腐蚀率进行检测，使用正确的抑制剂
- 泥浆通气、起泡等O2可在短时间内导致腐蚀
- 在高H2S环境中，增加pH + 硫污染化学品(锌).

### 加速固井和完井
- 关键地区的固井[需要解释]和完井
- 在下套管过程中，泥浆保持流动，减少压力波动，不会发生井漏[需要解释]
- 泥浆应该稀薄、滤饼状、无岩屑、坍塌和桥堵[需要解释]
- 为了正确完井和固井[需要解释]，泥浆应用水泥替代[需要解释]

增加效率：
- - 需要测量的钻孔[需要解释]
  - 低粘度泥浆[需要解释]
  - 无渐进胶强度的泥浆[需要解释]

### 减少环境影响
泥浆在很多时候有毒。从环境角度处理非常困难、昂贵。
一篇[http://www.vanityfair.com/politics/features/2007/05/texaco200705?currentPage=5 （页面存档备份，存于） Vanity Fair的文章介绍了Lago Agrio油田（厄瓜多尔大型油田）的方法

## 钻井液构成
水基钻井液一般由皂土 粘土 (胶)和添加剂构成
硫酸钡 (重晶石), 碳酸钙 (石灰)或赤铁矿。使用不同的粘稠剂改变液体的粘度，如黄原胶、瓜尔豆胶、乙二醇、羧甲基纤维素、聚阴离子纤维素(PAC)、淀粉等。. In turn, 粘土悬浮剂、阴离子型聚电解质用于减少粘土基泥浆的粘性(如丙烯酸盐、三聚氰胺聚磷酸盐、木质素磺酸盐(Lig)或单宁酸的衍生物，如常用Quebracho单宁)。红土是Quebracho单宁基混合物的俗称，是因为红色单宁酸盐呈红色。后来，逐渐被木质素磺酸盐所取代，其他物质可以添加不同的属性#功能。一些其他常用的添加剂包括润滑剂、页岩抑制剂、失水剂(控制钻井液从渗透油层流失)。增重剂如重晶石是为了增加钻井液的整体密度，可以保持井底压力，防止不必要或危险的油层液体外泄。

## 影响钻井液属性的因素
三个因素可能影响钻井液的属性
- 钻井液粘度
- 钻井液密度
- 泥浆pH值

## 钻井液分类
根据流体、碱性、扩散性和化学构成可以分为：

### 可扩散系统
- 淡水泥浆 – 低pH泥浆(7.0–9.5)，包括探测液、皂土、天然磷酸盐泥浆、有机泥浆和有机胶质泥浆，高pH泥浆如碱性单宁酸盐泥浆，pH超过9.5
- 水基钻井液抑制粘土的水合作用和扩散 – 有四种：高pH石灰泥浆、低pH石膏、海水泥浆和饱和盐水泥浆

### 不扩散系统
- 低固体泥浆 –包括少于3–6%固体的泥浆，重量低于9.5 lbs/gal。很多这种泥浆都是水基的，有不同含量的皂土和聚合物。
- 乳化剂 – 两种是油中有水(油乳化泥浆)、水中有油(反向油乳化泥浆). 
  - 油基泥浆 – 油基泥浆将油作为调配剂，水作为污染物，通常包括体积少于5%的水。油基泥浆一般是柴油、沥青的混合物，可能基于原油和泥浆。

## 阅读更多
- ASME Shale Shaker Committee (2005) The Drilling Fluids Processing Handbook ISBN 0-7506-7775-9
- Kate Van Dyke (1998) Drilling Fluids, Mud Pumps, and Conditioning Equipment
- G. V. Chilingarian & P. Vorabutr (1983) Drilling and Drilling Fluids
- G. R. Gray, H. C. H. Darley, & W. F. Rogers (1980) The Composition and Properties of Oil Well Drilling

Fluids
- DCS Shale Shaker SUPPLIER The Drilling Fluids cleaning system